# قهرمانی وزنه‌برداری جهان ۱۹۶۳
قهرمانی وزنه‌برداری جهان ۱۹۶۳ سی و هشتمین دوره از رقابت‌های قهرمانی جهان می‌باشد که از ۷ تا ۱۳ سپتامبر ۱۹۶۳ در استکهلم، سوئد برگزار گردید. در این دوره ۱۳۴ ورزشکار مرد از ۳۲ کشور رقابت کردند.

## خلاصه مدال‌ها
| رویداد              | طلا                                       | طلا      | نقره                                  | نقره     | برنز                                   | برنز     |
| خروس‌وزن ۵۶ ک‌گ       | الکسی واخونین · اتحاد جماهیر شوروی        | ۳۴۵٫۰ ک‌گ | Hiroshi Fukuda · ژاپن                 | ۳۴۰٫۰ ک‌گ | Shiro Ichinoseki · ژاپن                | ۳۳۰٫۰ ک‌گ |
| پر وزن ۶۰ ک‌گ        | یوشینوبو میاکه · ژاپن                     | ۳۷۵٫۰ ک‌گ | آیساک برگر · ایالات متحده آمریکا      | ۳۶۷٫۵ ک‌گ | ایمره فولدی · مجارستان                 | ۳۶۵٫۰ ک‌گ |
| سبک‌وزن ۶۷٫۵ ک‌گ      | ماریان زیلینسکی · لهستان                  | ۴۱۷٫۵ ک‌گ | والدمار باشانوفسکی · لهستان           | ۴۱۰٫۰ ک‌گ | Vladimir Kaplunov · اتحاد جماهیر شوروی | ۴۱۰٫۰ ک‌گ |
| میان‌وزن ۷۵ ک‌گ       | الکساندر کریونوف · اتحاد جماهیر شوروی     | ۴۳۷٫۵ ک‌گ | Mihály Huszka · مجارستان              | ۴۳۷٫۵ ک‌گ | هانس زدراژیلا · چکسلواکی               | ۴۲۲٫۵ ک‌گ |
| سبک‌سنگین‌وزن ۸۲٫۵ ک‌گ | Győző Veres · مجارستان                    | ۴۷۷٫۵ ک‌گ | رودولف پلیوکفلدر · اتحاد جماهیر شوروی | ۴۶۷٫۵ ک‌گ | Géza Tóth · مجارستان                   | ۴۵۰٫۰ ک‌گ |
| میان سنگین‌وزن ۹۰ ک‌گ | لوییس مارتین (وزنه‌بردار) · بریتانیای کبیر | ۴۸۰٫۰ ک‌گ | ایرنئوش پالینسکی · لهستان             | ۴۷۵٫۰ ک‌گ | Eduard Brovko · اتحاد جماهیر شوروی     | ۴۷۰٫۰ ک‌گ |
| سنگین‌وزن ۹۰+ ک‌گ     | یوری ولاسوف · اتحاد جماهیر شوروی          | ۵۵۷٫۵ ک‌گ | نوربرت شمانسکی · ایالات متحده آمریکا  | ۵۳۷٫۵ ک‌گ | لئونید ژابوتینسکی · اتحاد جماهیر شوروی | ۵۲۷٫۵ ک‌گ |

## جدول مدال‌ها
| رتبه           | کشور                | طلا | نقره | برنز | مجموع |
| -------------- | ------------------- | --- | ---- | ---- | ----- |
| ۱              | اتحاد جماهیر شوروی  | ۳   | ۱    | ۳    | ۷     |
| ۲              | لهستان              | ۱   | ۲    | ۰    | ۳     |
| ۳              | مجارستان            | ۱   | ۱    | ۲    | ۴     |
| ۴              | ژاپن                | ۱   | ۱    | ۱    | ۳     |
| ۵              | بریتانیای کبیر      | ۱   | ۰    | ۰    | ۱     |
| ۶              | ایالات متحده آمریکا | ۰   | ۲    | ۰    | ۲     |
| ۷              | چکسلواکی            | ۰   | ۰    | ۱    | ۱     |
| مجموع (۷ کشور) | مجموع (۷ کشور)      | ۷   | ۷    | ۷    | ۲۱    |